# 두물머리 유기농지
두물머리 유기농지는 경기도 양평군 양수리 두물머리 지역의 농부들과 지지자들이 대한민국 정부의 4대강 정비 사업 시행으로, 하천 부지 점용 허가가 취소될 위기에 있던 유기농지의 보존을 주장하며 2012년에 이르기까지 벌이고 있는 활동을 말한다. 정부의 토지 강제 수용에 맞서 농민들은 2009년 5월, ‘농지보존 친환경농업 사수를 위한 팔당공동대책위원회’를 조직하였다.

## 역사
1976년에 처음 시작되었고, 이후 1989년에는 강 건너 남양주시 조안면, 광주시 일대, 하남시까지 유기농이 확대되었다. 1995년에 ‘팔당상수원유기농업운동본부’(팔당생명살림의 전신)가 설립되었고, 이어서 한국유기농협회 조안지회 설립 등이 이뤄져, 팔당유기농 단지로서의 모습을 갖추기 시작했다.
2011년 2월 15일 정부의 하천점용허가 강제 취소처분에 대해 소송을 제기하여 정부의 4대강 정비 사업에 대한 최초의 시민 승소판결을 이뤄냈으나 이 해 11월 23일 고등법원에서 패소하여 현재는 대법원에 상고, 계류중이고 정부와 시공사의 압박으로 농지보존의 가능성은 불투명한 상태이다.
2012년 4월 8일 그동안 이곳 농부들을 지지하던 시민연대 단체 및 개인들이 모여 도중에 떠난 농민들의 농지에 농작물을 심으면서 '이곳에서 농사를 짓는 것이 불법이라면 우리를 불법경작자로 고발하라!'라 외치며 '두물머리 밭전위원회'의 발족식을 가졌다.

### 배경
대한민국 정부가 '한강 살리기 사업'이란 이름으로 자전거도로와 공원 등 위락시설을 만들 계획으로서 하천점용허가를 취소를 통보하였을 때, 농지보존을 위한 시위를 시작하였다. 2009년 6월부터 경찰병력 4번 투입, 여러 건의 재판과 벌금을 통해 처음 60여 농가에서 출발한 반대 활동은 현재 두물머리의 4농가만이 이어가고 있다.

### 진행
팔당지역의 농민들은 대한민국 정부로부터 하천부지의 땅을 일정기간 임대 받아 농사를 지어오다가, 이명박 정부의 4대강 정비사업으로 ‘한강 살리기 제1공구’ 지역에 포함되면서, 유기농지는 2009년 12월에 ‘하천점용허가 취소요청’이 내려지게 되었다. 이에 하천점용허가에 따른 임대기간이 남은 농민들의 저항이 이어졌고, 결국 점용허가 취소에 대한 ‘하천점용허가 취소처분 취소’ 소송을 두물머리 주변 22.2ha 밭을 가진 11개 농가가 제기하였으며, 2011년 2월 15일 승소하였다.
양평군과 경기도는 즉각 항소하였으며, 2011년 11월 23일 서울고등법원 행정6부는 1심의 판결을 뒤집었고, 재판부는 '4대강 사업으로 달성하려는 목적이 농민들이 유기농업으로 쌓은 신뢰이익과 법적 안정성 등의 사익보다 우월하다'고 판결하였다. 이에, 팔당공대위는 대한민국 국회에서 기자회견을 열고 대법원에 상고하겠다면서, 강제철거 중단과 상생대안 수용을 촉구하며 무기한 단식농성 돌입을 선언하였다.

## 같이 보기
- 두물머리
- 4대강 정비 사업